# Fiordaliso

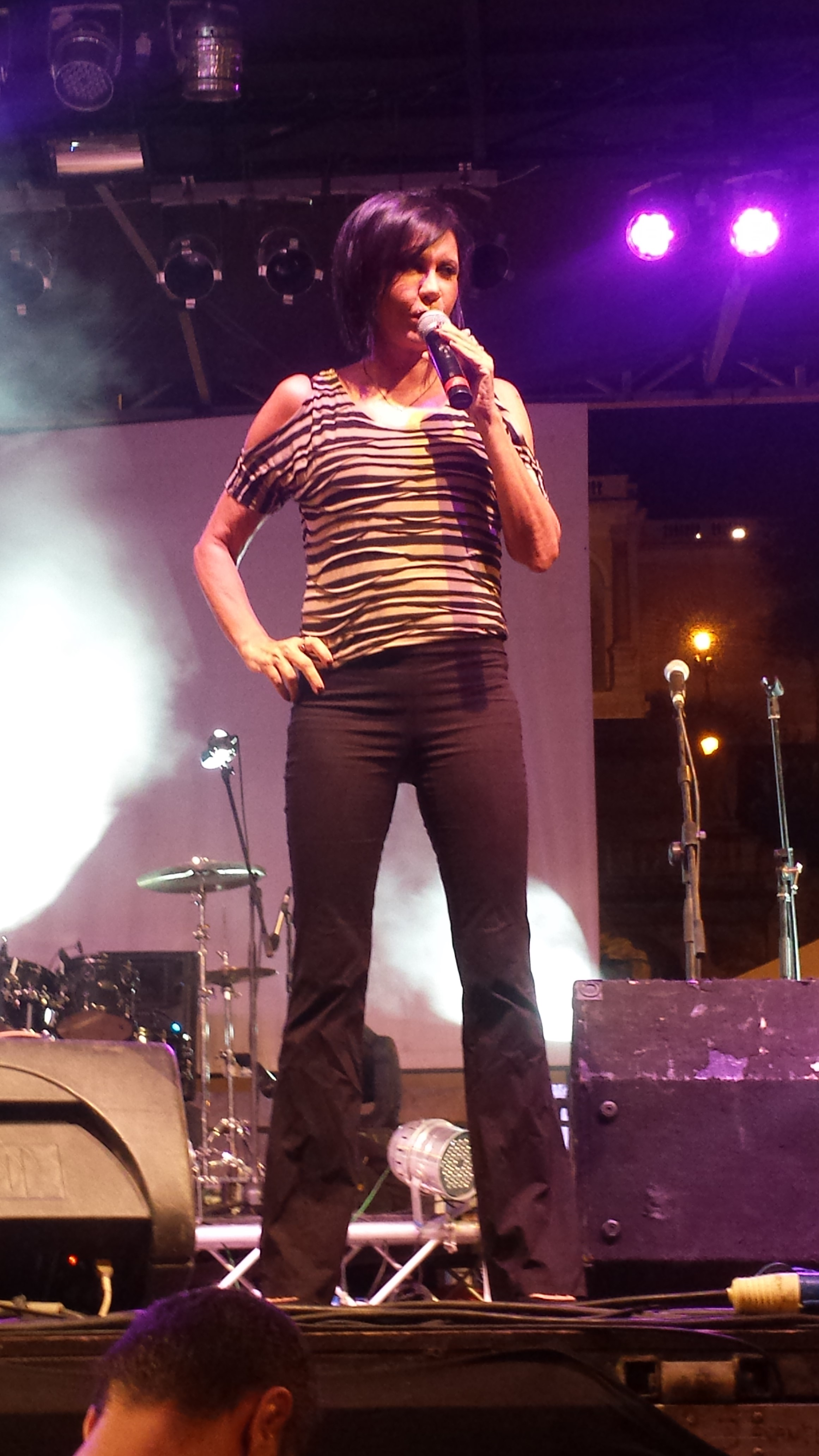
Fiordaliso (2015)

Fiordaliso (* 19. Februar 1956 in Piacenza als Marina Fiordaliso) ist eine italienische Popsängerin. Sie wurde vor allem durch ihren Hit Non voglio mica la luna (1984) und mehrere Teilnahmen am Sanremo-Festival bekannt.

## Karriere

### Anfänge
Fiordaliso studierte Klavier und Gesang am Konservatorium „Giuseppe Nicolini“ in ihrer Heimatstadt Piacenza. Sie wurde Mitglied des Orchestra Bagutti und nahm mit dieser Gruppe erste Stücke auf. Als Solokünstlerin nahm sie 1981 mit dem Lied Scappa via am Festival von Castrocaro teil, wo sie ex aequo mit Zucchero den ersten Platz belegte. Ihr Sieg ermöglichte ihr die Teilnahme am Sanremo-Festival 1982, wo sie es mit dem Lied Una sporca poesia jedoch nicht ins Finale schaffte. Im nächsten Jahr nahm sie mit Oramai erneut am Festival teil, was ihr den Kritikerpreis einbrachte. Im Herbst 1983 wurde ihr Debütalbum Fiordaliso beim italienischen Plattenlabel Durium veröffentlicht.

### Durchbruch
Im Jahr 1984 erschien Fiordalisos größter Hit, Non voglio mica la luna, mitgeschrieben von Zucchero. Das Lied erreichte beim Sanremo-Festival 1984 den fünften Platz, machte die Sängerin auch in Spanien und Lateinamerika bekannt und war zugleich der Name einer Neuausgabe ihres ersten Albums, dem dieses Stück hinzugefügt wurde. Das Album erschien auch unter dem Namen Yo no te pido la luna, eine Version, bei der einige Lieder auf Spanisch gesungen wurden. Im Sommer 1984 veröffentlichte Fiordaliso die EP Discoquattro und 1985 ihr zweites Album A ciascuno la sua donna, mit Liedern, die unter anderem von Zucchero, Vasco Rossi, Fabio Concato und Enrico Ruggeri geschrieben worden waren. Einer internationalen Tournee folgte ihr Livealbum Dal vivo per il mondo.
In den Jahren 1985 und 1986 nahm die Sängerin mit Il mio angelo bzw. Fatti miei wieder am Sanremo-Festival teil. In Spanien und Lateinamerika erschienen 1985 und 1986 weitere teilweise spanischsprachige Alben. 1987 kam Fiordalisos selbstbetiteltes Album heraus, das letzte Album unter dem Label Durium. Danach wechselte sie zu EMI, wo zuerst mit Io… Fiordaliso eine Auswahl ihrer Lieder erschien und danach von 1990 bis 1992 die Alben La vita si balla, Il portico di Dio und Io ci sarò. Zu dieser Zeit begann sie Soul-Elemente in ihre Musik zu integrieren. Am Sanremo-Festival nahm Fiordaliso 1988 (mit Per noi), 1989 (mit Se non avessi te) und 1991 (mit Il mare più grande che c’è) erneut teil. Die englische Version des Sanremo-Beitrags 1991, I Love You Man, war auch ein kleiner Charterfolg in Deutschland.

### Spätere Jahre
1993 wurde die Sängerin Teil der populären wöchentlichen Sonntagsfernsehshow Domenica In auf Rai Uno. Im Jahr 1994 erschien die Kompilation E adesso voglio la luna, eine Zusammenstellung neuer Versionen ihrer größten Erfolge sowie zwei neuer Lieder. 1995 wurde Fiordaliso als Darstellerin für das Musical Fratelli di Sangue verpflichtet, der italienischen Version von Willy Russells Blood Brothers. In der Folge begann sie ein eigenes Bühnenprogramm, Fiordaliso Disco Live, eine Mischung aus eigenen Liedern, Coverversionen und Dialog, mit dem sie in den folgenden Jahren in ganz Italien auftrat.
Im Jahr 1997 kam das komplett auf Spanisch gesungene Album Como te amaré auf dem spanischen Plattenlabel Divucsa heraus. Die italienische Version wurde unter dem Titel Sei bellissima im Jahr 1998 herausgebracht. 2002 erschien ihr Album Risolutamente decisa, auf dem drei neue Lieder erschienen und alte Lieder bluesig interpretiert wurden. Mit dem darauf enthaltenen Lied Accidenti a te nahm Fiordaliso zum neunten Mal am Sanremo-Festival teil. 2004 wurde Sei bellissima als Come si fa zusammen mit neuen Liedern wiederveröffentlicht. Im selben Jahr war sie eine Teilnehmerin der Reality-Show Music Farm und wurde Moderatorin von Piazza Grande auf Rai Due. Von 2006 bis 2007 war sie eine der Hauptdarstellerinnen der italienischen Version des Musicals Menopause.
In den folgenden Jahren veröffentlichte Fiordaliso mehrere Singles, darunter Io muoio im Duett mit Gianni Fiorellino (2007), war auf der Konzert- und der Theaterbühne zu sehen, nahm an der Reality-Show L’isola dei famosi (italienische Version von Survivor) teil (2016) und trat auch sonst in verschiedenen Fernsehsendungen in Erscheinung. Neue Alben veröffentlichte sie schließlich 2011 und 2015 mit Sponsorizzata bzw. Frikandò.

## Diskografie

### Alben
| Jahr | Titel         | Höchstplatzierung, Gesamtwochen, AuszeichnungChartsChartplatzierungen (Jahr, Titel, Platzierungen, Wochen, Auszeichnungen, Anmerkungen) | Anmerkungen       |
| Jahr | Titel         | IT | Anmerkungen       |
| ---- | ------------- | --- | ----------------- |
| 2011 | Sponsorizzata | IT55 (1 Wo.)IT | NAR International |
| 2015 | Frikandò      | IT60 (1 Wo.)IT | Eigenproduktion   |

Weitere Studioalben
- 1983 – Fiordaliso (Durium)
- 1984 – Non voglio mica la luna (Durium)
- 1984 – Li-Be-Llu-La (Durium)
- 1985 – A ciascuno la sua donna (Durium)
- 1986 – Applausi a… Fiordaliso (Durium)
- 1987 – Fiordaliso (Durium)
- 1990 – La vita si balla (EMI)
- 1991 – Il portico di Dio (EMI)
- 1992 – Io ci sarò (EMI)
- 1998 – Sei bellissima (NAR International, Coveralbum; Neuauflage 2002)
- 2004 – Come si fa (NAR International)

### Singles (Auswahl)
| Jahr | Titel Album                                                   | Höchstplatzierung, Gesamtwochen, AuszeichnungChartplatzierungen (Jahr, Titel, Album, Platzierungen, Wochen, Auszeichnungen, Anmerkungen) | Höchstplatzierung, Gesamtwochen, AuszeichnungChartplatzierungen (Jahr, Titel, Album, Platzierungen, Wochen, Auszeichnungen, Anmerkungen) | Anmerkungen                 |
| Jahr | Titel Album                                                   | IT | DE | Anmerkungen                 |
| ---- | ------------------------------------------------------------- | --- | --- | --------------------------- |
| 1984 | Non voglio mica la luna                                       | IT3 Gold (2021) · (13 Wo.)IT | — | B-Seite: Un tipo            |
| 1985 | Il mio angelo A ciascuno la sua donna                         | IT17 (5 Wo.)IT | — | B-Seite: La nave bianca     |
| 1989 | Se non avessi te                                              | IT20 (3 Wo.)IT | — | B-Seite: Ora che ci sei     |
| 1990 | Cosa ti farei La vita si balla                                | IT17 (4 Wo.)IT | — | B-Seite: Dietro lo specchio |
| 1991 | Il mare più grande che c’è (I Love You Man) Il portico di Dio | IT24 (2 Wo.)IT | DE62 (8 Wo.)DE | B-Seite: Che ora è          |
| 2007 | Io muoio                                                      | IT41 (3 Wo.)IT | — | mit Gianni Fiorellino       |

## Belege
1. ↑  Alben von Fiordaliso. In: Italiancharts.com. Abgerufen am 22. Mai 2020.
2. ↑  Chartquellen (Singles):
  - Guido Racca: M&D Borsa Singoli 1960-2019. Selbstverlag, 2019, ISBN 978-1-09-326490-6, S. 212.
  - Guido Racca & Chartitalia: Top 100 FIMI Singoli. Lulu, 2013, S. 93.
  - Fiordaliso. In: Offizielle deutsche Charts. GfK Entertainment, abgerufen am 22. Mai 2020.
3. ↑  Auszeichnungen für Musikverkäufe: IT

| Personendaten    | Personendaten         |
| ---------------- | --------------------- |
| NAME             | Fiordaliso            |
| ALTERNATIVNAMEN  | Fiordaliso, Marina    |
| KURZBESCHREIBUNG | italienische Sängerin |
| GEBURTSDATUM     | 19. Februar 1956      |
| GEBURTSORT       | Piacenza              |